# Paleomagnetisme
Paleomagnetisme is in de geologie of geofysica de wetenschap betreffende de gerichtheid van het magnetisch veld in gesteente. Daarin aanwezige mineralen nemen de richting aan van het aardmagnetisch veld op het moment van vorming van het gesteente dat als gevolg daarvan ook zelf zwak magnetisch is. Zo kan worden bepaald op welke plaats op aarde het gesteente is gevormd. Als gevolg van platentektoniek bewegen gesteenten zich met de continenten mee over het aardoppervlak, zodat als de ouderdom van gesteente bekend is, op basis van paleomagnetisme de bewegingen van de continenten kan worden gereconstrueerd.

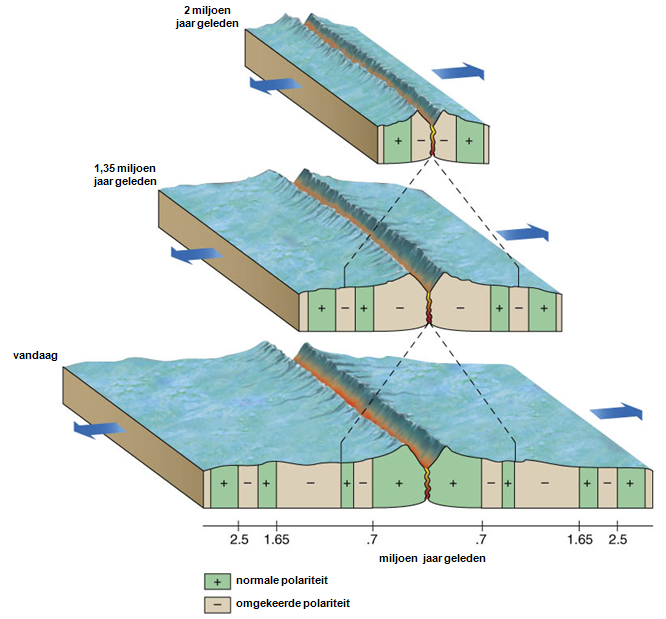
Illustratie van paleomagnetisme. De polariteit van het aardmagnetisch veld wordt opgeslagen in de gesteenten die nieuw gevormd worden (hier: ijzerrijke basalten bij mid-oceanische ruggen). Door onderzoek naar de polariteit en de ouderdom van het gesteente, kan bepaald worden hoe het aardmagnetisch veld miljoenen jaren geleden georiënteerd lag.

## Onderzoek in Nederland
In Nederland wordt paleomagnetisch onderzoek gedaan door het departement Aardwetenschappen van de faculteit Geowetenschappen van de Universiteit Utrecht. Het laboratorium bevindt zich in het Fort Hoofddijk in de botanische tuin van de universiteit. Het gebouw is vanwege de aard van het onderzoek ijzer-vrij gebouwd.